# Trogon caligatus
Trogon caligatus és una espècie d'ocell de la família dels trogònids (Trogonidae) que habita boscos, normalment a prop de cursos fluvials de San Luis Potosí, Puebla, Veracruz, Oaxaca i la Península de Yucatán, a Mèxic, Amèrica Central fins al Panamà, oest i nord de Colòmbia, nord-oest de Veneçuela i oest de l'Equador. S'ha considerat una subespècie de Trogon violaceus.